# 우아한 모녀
《우아한 모녀》는 2019년 11월 4일부터 2020년 3월 27일까지 방영된 KBS 2TV 저녁일일드라마인데 극 최후반에 주요 인물들의 병 선고, 간 이식, 몇몇 인물들의 극단적인 행동들 등 다소 과한 전개가 많아지자 후반부에 시청자들의 많은 비판을 받으며 평이 떨어졌다.

## 기획 의도
원수의 딸을 유괴해 복수의 도구로 삼은 엄마에 의해 복수의 화신이 된 딸, 그녀를 둘러싼 위험한 사랑을 다룬 멜로드라마

## 방송 시간
| 방송 채널 | 방송 기간                                          | 방송 시간                  | 방송 분량 |
| --------- | -------------------------------------------------- | -------------------------- | --------- |
| KBS 2TV   | 2019년 11월 4일 ~ 2020년 3월 27일 [1회~103회] (본) | 매주 평일 저녁 7:50 ~ 8:30 | 40분      |
| KBS 2TV   | 2019년 11월 11일 [6회] (본)                        | 월요일 저녁 7:45 ~ 8:25    | 40분      |

## 등장인물

### 주요 인물
- 최명길 : 차미연 역

56세. 유진과 데니의 양어머니이자 해준의 생모. 판도라 사장이자 로라패션 회장. 미국 이름은 캐리 정(정미애)으로, 차미연이라는 본명을 숨기고 재명과 은하에게 접근한다. 남편 명호와 아기의 죽음에 복수하기 위한 일념으로 살아온 여자. 원수의 딸인 유진을 유괴해 복수의 도구로 삼았지만, 그 복수가 자신을 향한 부메랑이 되면서 참혹하게 무너지고 마는 모성의 소유자.
- 차예련 : 한유진 역 (아역 : 이다인, 변채연)

30세. 미국 이름은 제니스 한이며 은하와 인철의 친딸(홍유라)이자 세라의 언니다. 제이그룹 마케팅 팀장 → 총괄본부장 → CEO. 복수를 위하여, 항상 복수의 칼날을 겨누고 있는 인물. 복수의 화신이 되어 사랑하는 남자까지도 복수의 도구로 이용했지만 결국 사랑 앞에, 또 다른 진실 앞에 무너져야 하는 그녀. 해준의 연인 → 아내.
- 김흥수 : 구해준 역 (아역 : 이서진, 이재희)

31세. 유진의 연인 → 남편. 재명과 윤경의 양아들이자 미연과 명호의 친아들. 제이그룹의 유일한 후계자이자 제이그룹 총괄 본부장 → 마케팅 팀장 → 본부장 → CEO. 굉장히 착하고 긍정적인 인물. 유진과의 사랑을 위해서 왕좌까지 버렸지만, 사랑에 철저히 배신당하고, 복수를 선택하는 비운의 황태자.
- 오채이 : 홍세라 역 (아역 : 이효비, 김지안)

28세. 은하와 인철의 딸이자 해준의 前 약혼녀. 제이그룹 개발팀장으로 도도하고 화려하고 매혹적이다. 사랑하는 해준을 잃을 위기에 처하자 친언니인 유진과 대적하는 인물.

### 해준네
- 김명수 : 구재명 역

60세. 해준의 양아버지이자, 도리의 생부. 평사원에서 제이그룹 회장까지 올랐다. 냉정하고 탐욕적이며 악의 축이라고도 불리는 인물. 미연의 남편인 명호의 특허 기술을 빼앗고 목숨까지 앗아간다. 하지만 캐리의 복수로 제이그룹 회장 자리와 경영권을 빼앗기고 집에서 쫓겨난다.
- 조경숙 : 조윤경 역

55세. 재명의 아내이자 해준의 양어머니. 제이그룹 창립주의 무남독녀 외동딸로 은하와는 대학 동기. 밝고 지혜로운 여인. 비서와의 사이에서 해준을 낳고 재명과 결혼했다. 유진으로 인해 망가지는 해준의 모습을 보며 해준과 유진의 사이를 반대하지만 유진에게 친모 은하와 연을 끊을 것을 종용한다.
- 반효정 : 조순자 회장 역 (1~5회 특별 출연)

30년 전 60대 초반. 윤경의 어머니. 제이화장품의 창립주.

### 세라네
- 지수원 : 서은하 역

55세. 세라의 어머니이자, 유진(유라)의 생모. 강남의 유명 라라피부과 원장. 현직 의사로 삶의 굴곡이 있거나 복합적이면서 그런 삶을 만드는 인물. 30년 전 과거 산부인과 전문의였을 때 미연의 아이와 윤경의 죽은 아이를 바꿔치기한 장본인. 모든 사실이 밝혀진 후에도 반성하지 않으나, 교통사고 후 캐리에게 용서를 구하고 두 딸을 위해 유진과 인연을 끊는다.
- 이훈 : 홍인철 역

60세. 세라의 아버지이자, 유진(유라)의 생부. 사랑에 인생을 건 너무나도 정의롭고 가슴이 따뜻한 인물로서, 은하와의 결혼을 꿈꾸는 인물. 언론사 기자 출신의 보수 야당 2선 의원. 대선까지 보고 있는 야심이 찬 인물.

### 유진네
- 이해우 : 데니 정 역

29세. 캐리 정의 양자로 유진의 호적상 남동생이다. 한국 이름 정연후. 모녀를 지키는 호위무사이자 집사. 직업은 변호사. 유진을 짝사랑하고 있지만 점차 세라를 좋아하게 되고 연인 관계로 발전한다.
- 이주은 : 오 비서 역

29세. 캐리 정의 비서.
- 이정훈 : 한명호 역 (1 ~ 4회 특별 출연)

사망 당시 32세. 캐리 정의 남편이자 해준의 생부. 벤처 화장품 대표. 재명에게 특허 기술을 빼앗긴 후 의문의 교통사고로 세상을 떠난다.

### 그 외 인물
- 김보미 : 설미향 역 (1 ~ 76회)

57세. 캐리 정의 절친했던 고향 언니. 30년 전 사건의 진실을 알고 있는 간호사. 요양 병원에 입원한 중증 치매환자. 끝내 진실을 말하지 못하고 사망한다.
- 신수오 : 필립 역

31세. 세라의 친한 오빠로 바람둥이. 세라의 주선으로 유진과 소개팅을 하게 된다.
- 민준현 : 나기주 역

43세. 은하의 30년 전 잃어버린 딸 유라 찾기를 전담하고 있는 사설 탐정.
- 최완정 : 박 원장 역

미향이 입원해 있던 요양병원 원장.
- 백현주 : 이모 역

명호와 함께 일하는 이모님으로 불리는 인물.
- 최나무 : 김희정 역

유진을 뺏기지 않기 위해 미연이 고용한 가짜 홍유라. 장미다방 에이스 출신.
- 송민재 : 황도리/구도리 역

7세. 재명이 하룻밤 실수로 갖게 된 혼외자. 재명과 윤경의 부부 사이에 평지풍파를 일으킨다.
- 이시유 : 황자영 역

재명의 내연녀로 도리의 친모. 재명의 차명 계좌를 관리하였으나 캐리에게 재명의 제이그룹 차명 주식을 넘긴다. 도리를 재명에게 맡긴 채 결혼을 위해 두바이로 떠난다.
- 김도연 : 정미애 역

미연의 감방 동기. 출소 후 미연과 같이 여관에서 지내다 화재로 인해 사망한다. 차미연의 이름으로 사망자의 명단에 오른다.
- 정현석 : 최 비서 역 - 53세, 재명의 비서
- 최윤준 : 강만수 사장 역 - 60세, 로라패션 바지사장
- 차다영 : 차 대리 역 - 26세, 제이그룹 마케팅팀 대리
- 옥주리 : 간병인 역 - 미향을 간호하는 간병인
- 김경애 : 오 비서의 이모 역 - 요양병원 환자
- 박정언 : 구청 사회복지과 직원 역 - 해준이 친모와 관련된 내용을 확인하러 찾아간 구청의 사회복지과 직원
- 정수인 : 에밀리 킴 역
- 김재일
- 김효진
- 홍유진
- 이도율
- 김미혜
- 유영복
- 서명덕
- 정상일
- 장현
- 오지혁
- 서유림
- 이상현
- 정연

### 특별 출연
- 김종민 : 본인 역 - 세라가 좋아하는 연예인 (103회)

## 시청률
최저 시청률과 최고 시청률은 시청률 조사회사와 지역별로 시청률에 차이가 있을 수 있습니다.
| 2019년  | 2019년    | 2019년         | 2019년         | 2019년       |
| 회차    | 방송일    | TNmS 시청률    | AGB 시청률     | AGB 시청률   |
| 회차    | 방송일    | 대한민국(전국) | 대한민국(전국) | 서울(수도권) |
| ------- | --------- | -------------- | -------------- | ------------ |
| 제1회   | 11월 4일  | 14.0%          | 10.4%          | 9.0%         |
| 제2회   | 11월 5일  | 14.9%          | 9.9%           | 7.5%         |
| 제3회   | 11월 6일  | 12.3%          | 10.9%          | 9.1%         |
| 제4회   | 11월 7일  | 13.1%          | 9.9%           | 8.4%         |
| 제5회   | 11월 8일  | 13.4%          | 9.7%           | 8.1%         |
| 제6회   | 11월 11일 | 12.3%          | 10.0%          | 9.5%         |
| 제7회   | 11월 12일 | 14.5%          | 11.6%          | 9.8%         |
| 제8회   | 11월 13일 | 14.4%          | 10.9%          | 9.0%         |
| 제9회   | 11월 14일 | 15.2%          | 12.2%          | 9.6%         |
| 제10회  | 11월 15일 | 14.5%          | 11.6%          | 10.3%        |
| 제11회  | 11월 18일 | 14.2%          | 12.1%          | 10.4%        |
| 제12회  | 11월 19일 | 15.1%          | 12.3%          | 10.9%        |
| 제13회  | 11월 20일 | 14.6%          | 11.7%          | 10.4%        |
| 제14회  | 11월 21일 | 15.2%          | 12.1%          | 10.4%        |
| 제15회  | 11월 22일 | 14.3%          | 11.5%          | 9.1%         |
| 제16회  | 11월 25일 | 14.5%          | 12.7%          | 11.3%        |
| 제17회  | 11월 26일 | 15.4%          | 12.8%          | 10.6%        |
| 제18회  | 11월 27일 | 15.8%          | 12.1%          | 9.6%         |
| 제19회  | 11월 28일 | 15.3%          | 11.6%          | 10.2%        |
| 제20회  | 11월 29일 | 14.9%          | 11.4%          | 9.9%         |
| 제21회  | 12월 2일  | 14.6%          | 11.8%          | 10.0%        |
| 제22회  | 12월 3일  | 15.4%          | 12.4%          | 10.9%        |
| 제23회  | 12월 4일  | 14.9%          | 12.0%          | 10.4%        |
| 제24회  | 12월 5일  | 15.3%          | 12.0%          | 10.5%        |
| 제25회  | 12월 6일  | 15.3%          | 11.2%          | 9.4%         |
| 제26회  | 12월 9일  | 15.2%          | 12.4%          | 11.0%        |
| 제27회  | 12월 10일 | 16.9%          | 13.0%          | 11.4%        |
| 제28회  | 12월 11일 | 15.7%          | 12.0%          | 10.3%        |
| 제29회  | 12월 12일 | 16.4%          | 12.9%          | 11.1%        |
| 제30회  | 12월 13일 | 16.3%          | 12.5%          | 11.2%        |
| 제31회  | 12월 16일 | 17.3%          | 13.2%          | 12.1%        |
| 제32회  | 12월 17일 | 17.3%          | 13.4%          | 11.6%        |
| 제33회  | 12월 18일 | 16.0%          | 12.4%          | 10.6%        |
| 제34회  | 12월 19일 | 16.8%          | 12.4%          | 10.3%        |
| 제35회  | 12월 20일 | 16.1%          | 11.9%          | 10.5%        |
| 제36회  | 12월 23일 | 15.8%          | 13.4%          | 11.1%        |
| 제37회  | 12월 24일 | 15.9%          | 11.9%          | 10.1%        |
| 제38회  | 12월 25일 | 16.2%          | 12.9%          | 11.2%        |
| 제39회  | 12월 26일 | 17.1%          | 13.4%          | 11.8%        |
| 제40회  | 12월 30일 | 17.0%          | 14.2%          | 13.0%        |
| 제41회  | 12월 31일 | 15.2%          | 12.3%          | 10.8%        |
| 2020년  |           |                |                |              |
| 제42회  | 1월 1일   | 18.3%          | 14.5%          | 12.2%        |
| 제43회  | 1월 2일   | 18.9%          | 14.1%          | 12.3%        |
| 제44회  | 1월 3일   | 17.1%          | 13.8%          | 12.0%        |
| 제45회  | 1월 6일   | 16.9%          | 15.0%          | 13.5%        |
| 제46회  | 1월 7일   | 18.6%          | 13.2%          | 11.2%        |
| 제47회  | 1월 8일   | 15.6%          | 13.8%          | 12.4%        |
| 제48회  | 1월 9일   | 18.1%          | 13.2%          | 12.1%        |
| 제49회  | 1월 10일  | 17.0%          | 13.5%          | 11.9%        |
| 제50회  | 1월 13일  | 17.6%          | 13.8%          | 12.3%        |
| 제51회  | 1월 14일  | 18.1%          | 13.1%          | 11.4%        |
| 제52회  | 1월 15일  | 17.2%          | 13.0%          | 11.1%        |
| 제53회  | 1월 16일  | 17.6%          | 14.3%          | 12.3%        |
| 제54회  | 1월 17일  | 17.6%          | 13.4%          | 11.3%        |
| 제55회  | 1월 20일  | 17.7%          | 13.8%          | 11.6%        |
| 제56회  | 1월 21일  | 17.7%          | 14.2%          | 12.3%        |
| 제57회  | 1월 22일  | 18.0%          | 13.6%          | 11.5%        |
| 제58회  | 1월 23일  | 17.8%          | 13.6%          | 11.4%        |
| 제59회  | 1월 27일  | 16.4%          | 13.4%          | 11.6%        |
| 제60회  | 1월 28일  | 17.3%          | 13.6%          | 11.5%        |
| 제61회  | 1월 29일  | 17.7%          | 13.5%          | 11.5%        |
| 제62회  | 1월 30일  |                | 13.8%          | 11.5%        |
| 제63회  | 1월 31일  | 17.4%          | 13.5%          | 11.4%        |
| 제64회  | 2월 3일   | 18.2%          | 14.9%          | 13.0%        |
| 제65회  | 2월 4일   | 18.4%          | 15.3%          | 13.7%        |
| 제66회  | 2월 5일   | 18.4%          | 14.8%          | 12.7%        |
| 제67회  | 2월 6일   | 18.5%          | 14.6%          | 12.7%        |
| 제68회  | 2월 7일   | 18.0%          | 13.7%          | 11.9%        |
| 제69회  | 2월 10일  | 19.4%          | 14.7%          | 12.3%        |
| 제70회  | 2월 11일  | 17.9%          | 15.7%          | 13.8%        |
| 제71회  | 2월 12일  | 19.3%          | 15.1%          | 12.9%        |
| 제72회  | 2월 13일  | 20.2%          | 15.3%          | 13.4%        |
| 제73회  | 2월 14일  | 19.3%          | 15.5%          | 13.5%        |
| 제74회  | 2월 17일  | 19.6%          | 15.8%          | 13.4%        |
| 제75회  | 2월 18일  | 19.6%          | 15.7%          | 13.7%        |
| 제76회  | 2월 19일  | 18.2%          | 14.9%          | 12.1%        |
| 제77회  | 2월 20일  | 18.9%          | 15.8%          | 14.1%        |
| 제78회  | 2월 21일  | 19.4%          | 16.3%          | 14.3%        |
| 제79회  | 2월 24일  | 20.2%          | 17.0%          | 15.1%        |
| 제80회  | 2월 25일  | 20.8%          | 17.4%          | 15.2%        |
| 제81회  | 2월 26일  | 20.0%          | 17.0%          | 15.0%        |
| 제82회  | 2월 27일  | 20.6%          | 18.0%          | 15.7%        |
| 제83회  | 2월 28일  | 20.8%          | 16.6%          | 14.4%        |
| 제84회  | 3월 2일   | 20.8%          | 17.0%          | 14.8%        |
| 제85회  | 3월 3일   | 20.2%          | 16.9%          | 15.1%        |
| 제86회  | 3월 4일   | 22.0%          | 16.8%          | 14.6%        |
| 제87회  | 3월 5일   | 21.3%          | 17.7%          | 15.7%        |
| 제88회  | 3월 6일   | 21.2%          | 17.7%          | 16.2%        |
| 제89회  | 3월 9일   | 20.2%          | 16.3%          | 14.4%        |
| 제90회  | 3월 10일  | 21.1%          | 17.2%          | 15.0%        |
| 제91회  | 3월 11일  | 20.3%          | 16.6%          | 14.7%        |
| 제92회  | 3월 12일  | 20.9%          | 16.9%          | 14.7%        |
| 제93회  | 3월 13일  | 21.4%          | 17.2%          | 15.1%        |
| 제94회  | 3월 16일  | 20.9%          | 16.9%          | 15.0%        |
| 제95회  | 3월 17일  | 20.8%          | 16.8%          | 14.8%        |
| 제96회  | 3월 18일  | 21.4%          | 17.2%          | 15.2%        |
| 제97회  | 3월 19일  | 20.4%          | 18.2%          | 16.1%        |
| 제98회  | 3월 20일  | 21.3%          | 17.7%          | 15.6%        |
| 제99회  | 3월 23일  | 21.2%          | 16.5%          | 14.5%        |
| 제100회 | 3월 24일  | 21.9%          | 17.9%          | 16.0%        |
| 제101회 | 3월 25일  | 21.2%          | 18.0%          | 15.9%        |
| 제102회 | 3월 26일  | 22.8%          | 18.8%          | 17.1%        |
| 제103회 | 3월 27일  | 22.8%          | 17.6%          | 14.9%        |

## 결방 사유 및 연장
- 우아한 모녀 방영 분량이 100부작에서 3회 연장되어 103부작으로 변경 및 확정되었다.

## 수상 및 후보
| 연도 | 시상식                         | 부문                        | 수상자 | 결과 |
| ---- | ------------------------------ | --------------------------- | ------ | ---- |
| 2019 | KBS 연기대상                   | 일일드라마 부문 남자 우수상 | 김흥수 | 후보 |
| 2019 | KBS 연기대상                   | 일일드라마 부문 여자 우수상 | 차예련 | 수상 |
| 2021 | 제7회 아시아태평양 스타 어워즈 | 연속극 여자 최우수연기상    | 차예련 | 후보 |

## OST
- Part.1 : 태사비애 - 사랑이 날 2019.12.28
- Part.2 : 영지 - 사랑이 날 떠나가 2020.01.04
- Part.3 : 디케이소울 - 사랑 기억 2020.01.11
- Part.4 : 제이세라 - 사랑이 저만치 가네 2020.01.18
- Part.5 : 비비안 - 하나뿐인 그대여 2020.01.21
- Part.6 : 한경일 - 잘가요 내 사랑 2020.01.24
- Part.7 : 란 - 결국 이별 2020.01.26
- Part.8 : 더 데이지 - 가지마 가지마 가지마 2020.02.01
- Part.9 : 리디아 - 미안해 미안해요 2020.02.02
- Part.10 : 캔도 - 사랑에 만약은 없는거야 2020.02.08
- Part.11 : 블랙펄 나미 - 가끔 2020.02.15
- Part.12 : 황가람 - 나를 위해 울지마 2020.02.22
- Part.13 : 천소아 - 돌릴 수 있다면 2020.02.29
- Part.14 : 서제이 - 내 눈에 비가 내린다 2020.03.04
- Part.15 : 모닝커피 - 거짓말이길 2020.03.07
- Part.16 : 조문근 - 사랑이 서툴러서 2020.03.12
- Part.17 : 한살차이 - 어쩌면 난 아직 사랑일까 2020.03.14
- Part.18 : 송민경 - 제발 2020.03.19
- Part.19 : 안예슬 - 마지막으로 한번만 2020.03.21
- Part.20 : 코다브릿지 - 또 멀어질까봐 2020.03.23
- Part.21 : 장인환 - 그때까지만 울게 2020.03.26

## 참고 사항
- 당초 백승희가 홍세라 역에 낙점되어 대본리딩까지 참여하였으나, 신인배우 오채이로 교체되었다.[3]
- 방송을 앞둔 2019년 10월 31일, 서울 구로구 신도림동 라마다호텔 그랜드볼룸에서 KBS 김선근 아나운서의 사회로 제작발표회가 열렸다. 주연 배우 최명길, 차예련, 김흥수, 김명수, 이훈, 오채이, 어수선 PD가 참석했다.[4]
- 제작발표회에서 연출을 맡은 어수선 PD는 "기존의 복수극과는 차별화를 시키려 한다. '우아한 모녀'라는 제목처럼 모녀의 갈등을 다룰 것이다. KBS이다 보니, 복수를 세게 다루지는 못한다. 하지만 두 모녀의 갈등, 그리고 화해가 어떻게 전개되는지가 흥미로울 것"이라고 제작 의도를 밝혔다.[4]
- 김명수, 지수원, 어수선 PD는 2018년 KBS 1TV 일일드라마 내일도 맑음 종영 이후 1년 만에 재회했다.
- 조경숙과 오상희 작가는 2017년 MBC 일일 특별기획 드라마 별별 며느리 종영 이후 2년 만에 재회했다.